# هنریتا سولد

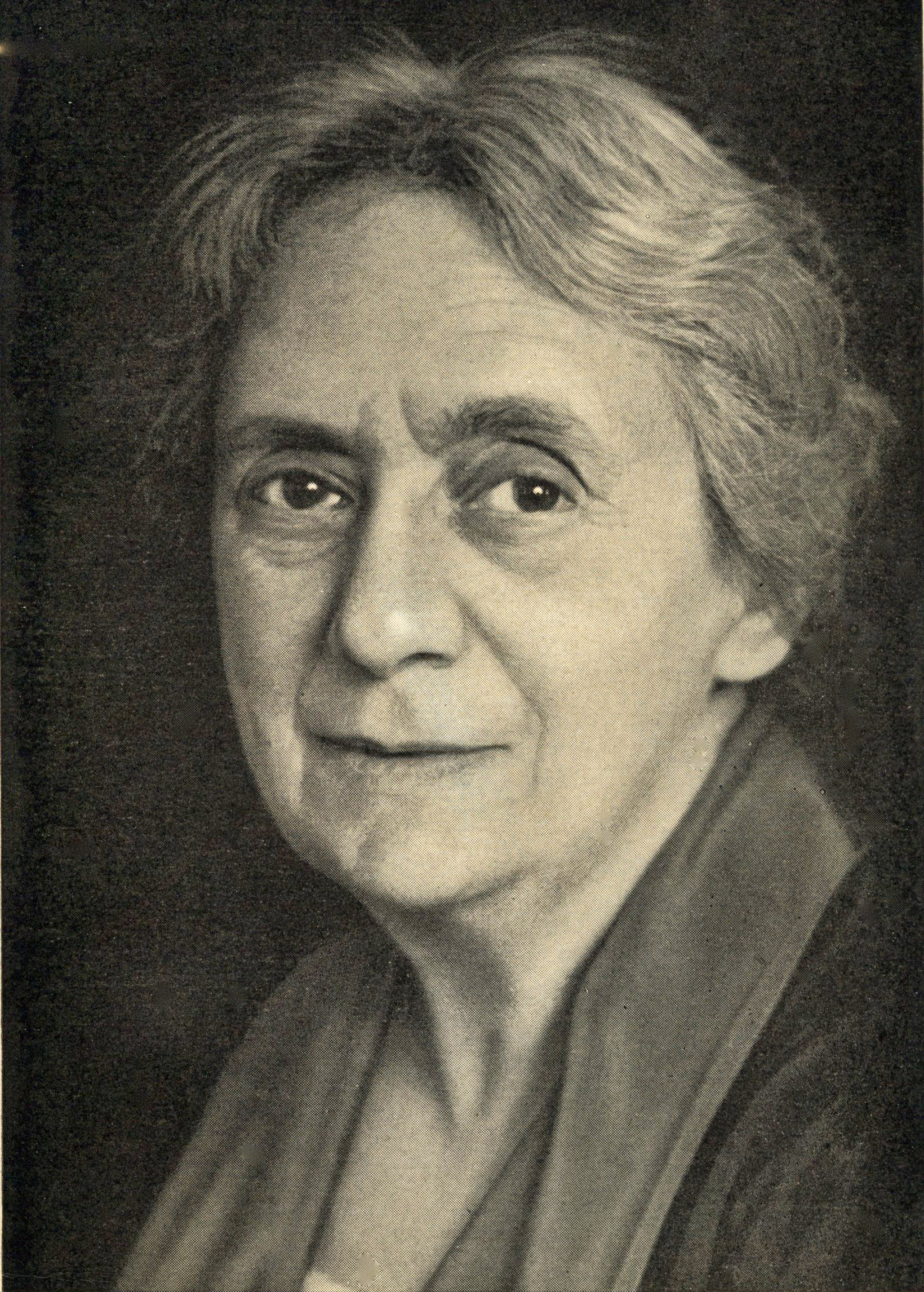
هنریتا سولد

هنریتا سولد (به عبری: הנרייטה סאלד) فعال سیاسی-اجتماعی صهیونیست با تبار یهودی-آمریکایی بود. وی بنیان‌گذار سازمان زنان هداسا بود که به امور بهداشتی و فرهنگی مهاجران یهودی در قیومیت بریتانیا بر فلسطین رسیدگی می‌کرد. بسیاری از موسسات خیریه یهودی و در راس آن‌ها مرکز درمانی هداسا در اورشلیم به همت وی بنیان‌گذاری شده‌اند.

## یادبودها
کیبوتص کفر سولد در شمال بلندی‌های جولان به یاد وی نام‌گذاری شده‌است.
تصویر وی بر روی اسکانس‌های اسرائیلی چاپ شده‌است.
پُست اسرائیل در سال ۱۹۶۰ میلادی، به خاطر فعالیت‌های هنریتا سولد، تمبر پستی وی را منتشر کرد.
در اسرائیل روز مادر در تاریخ ۳۰ شواط که مرادف با روز درگذشت هنریتا سولد است، جشن گرفته می‌شود.